# Der Himmel über Berlin
Der Himmel über Berlin of Les Ailes du désir, ook bekend onder de internationale titel Wings of Desire, is een Frans-Duitse film uit 1987 van regisseur Wim Wenders.
De film bezorgde Wenders diverse internationale prijzen, waaronder die voor Beste Regisseur op het Filmfestival van Cannes en de European Film Awards.

## Verhaal
Damiel (Bruno Ganz) en Cassiel (Otto Sander) zijn engelen die al eeuwenlang door Berlijn dwalen. Onzichtbaar voor gewone stervelingen, observeren zij Berlijners en luisteren ze naar hun overpeinzingen. Waar nodig verlichten ze de pijn van verdrietige, eenzame of tobbende mensen, zonder dat die het zelf in de gaten hebben. Langzamerhand ontstaat bij Damiel de drang het aardse bestaan van de mens te ervaren. Als hij vervolgens verliefd raakt op de trapezeartieste Marion (Solveig Dommartin), staat zijn besluit vast om een sterfelijk persoon te worden.
In 1993 maakte Wim Wenders een vervolg op deze film met de titel In weiter Ferne, so nah!. In 1998 verscheen City of Angels, een Hollywoodfilm gebaseerd op Der Himmel über Berlin.

## Rolverdeling
| Acteur            | Personage                   |
| ----------------- | --------------------------- |
| Bruno Ganz        | Damiel                      |
| Otto Sander       | Cassiel                     |
| Solveig Dommartin | Marion, de trapezeartieste  |
| Curt Bois         | Homer                       |
| Peter Falk        | Filmster Peter Falk         |
| Hans Martin Stier | Stervende man               |
| Elmar Wilms       | Treurige man                |
| Sigurd Rachman    | Suïcidale man               |
| Beatrice Manowski | Straatmeisje                |
| Lajos Kovács      | Marions trainer             |
| Bruno Rosaz       | Clown                       |
| Teresa Harder     | Engel in bibliotheek        |
| Nick Cave         | Nick Cave and the Bad Seeds |

## Opdracht
Wenders droeg deze film op aan zijn filmhelden Yasujiro Ozu, François Truffaut en Andrej Tarkovski.